# 돈 베도

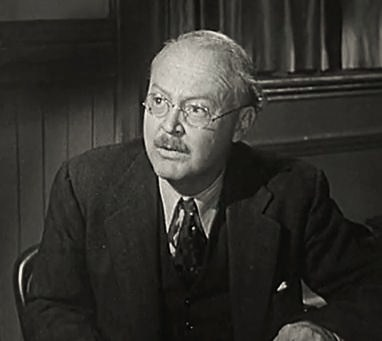

돈 베도(Don Beddoe, 1903년 7월 1일 ~ 1991년 1월 19일)는 미국의 배우, 텔레비전 배우, 연극 배우, 영화배우이다.
피츠버그에서 태어났으며 러구나힐스에서 사망하였다.

## 영화
- 우리 마을 (1977년)
- 제너레이션 (1969년)
- 임파서블 이어스 (1968년)
- 파파스 델리케이트 컨디션 (1964년)
- 잭 더 자이언트 킬러 (1962년)
- 워락 (1959년)
- 필로우 토크 (1959년)
- 서부의 파라딘 (1957년)
- 페리 메이슨 (1957년)
- 샤이안 (1955년)
- 사냥꾼의 밤 (1955년)
- 34번가의 기적 (1955년)
- 스타 탄생 (1954년)
- 달려라 래시 (1954년)
- 돌아오지 않는 강 (1954년)
- 챔프 (1953년)
- 돈 보더 투 노크 (1952년)
- 캐리 (1952년)
- 빅 스카이 (1952년)
- 익스프레스 (1952년)
- 프란시스 고즈 투 더 레이시스 (1951년)
- 스타리프트 (1951년)
- 크리스마스 소원 (1950년)
- 케이지드 (1950년)
- 건 크레이지 (1950년)
- 시라노 (1950년)
- 론 레인저 - 49년 시리즈 (1949년)
- 이지 리빙 (1949년)
- 원스 모어 마이 다링 (1949년)
- 캘커타 (1947년)
- 웰컴 스트레인저 (1947년)
- 독신남 (1947년)
- 농부의 딸 (1947년)
- 더 베스트 이어스 오브 아워 리브스 (1946년) - 미스터 캐머런 역
- 우리 생애 최고의 해 (1946년)
- 사랑의 별장 (1942년) - 경찰서장 역
- 텍사스 (1941년)
- 언홀리 파트너스 (1941년) - 마이클 Z. 마이크 레이놀즈 역
- 더 페이스 비하인드 더 마스크 (1941년)
- 사랑이라 불리는 것 (1940년)
- 데어 댓 우먼 어게인 (1939년)
- 굿 걸스 고 투 파리 (1939년)
- 어메이징 미스터 윌리엄스 (1939년)